# ممنون ۲۸۹۵
سیارک ۲۸۹۵ (به انگلیسی: 2895 Memnon، نامگذاری:1981AE1) دو هزار و هشتصد و نود و پنجمین سیارک کشف شده‌است که در ۱۰ ژانویه ۱۹۸۱ کشف شد.
قدر مطلق سیارک برابر ۹٫۳۰ است.